# Монитор (часопис)
Монитор је недељник који излази у Подгорици.

## Историјат
Покренут је 19. октобра 1990. године од стране новинарке Милке Тадић Мијовић, издавача Миодрага Перовића и бизнисмена Станислава Копривице. Часопис је настао у време када је укинут једнопартијски политички систем у СФР Југославији и када су се њене конститутивне републике спремале за парламентарне изборе са више странака.
Социјалистичком Републиком Црном Гором је владао црногорски огранак Савеза комуниста Југославије (СКЈ); тачније тријумвират Момира Булатовића, Мила Ђукановића и Светозара Маровића који су на власт дошли претходне године током антибирократске револуције, административног пуча унутар Савеза комуниста Црне Горе који је покренуо Слободан Милошевић и спроведен уз велики допринос помоћи од апарата државне безбедности.
Први број листа штампан је у Сарајеву у тиражу од 20.000 примерака, а потом дистрибуиран у СР Црној Гори где је продат у симболичном броју – свега неколико стотина примерака. Иако је часопис као осниваче навео 76 појединаца (међу њима политичари Славко Перовић, Жарко Ракчевић, Љубиша Станковић, Драгиша Бурзан и друго), у ствари само главни и одговорни уредник Миодраг „Мишко“ Перовић и главни финансијер Станислав „Ћано“ Копривица су имали стварни утицај на уређивачку политику. Након лоше продаје првог броја, часопис је заправо банкротирао и одржаван је у животу само путем појединачних донација. У Сарајеву је штампано и наредних осам бројева.
Пошто је Копривица издашно финансирао и Либерални савез Црне Горе (ЛСЦГ) и Социјалдемократску партију (СДП), Монитор је у суштини био још један крак истог политичког фронта. Донекле сличан по тону и политичком ставу другим новопокренутим либералним публикацијама широм Југославије, попут београдског Времена или сплитског Feral Tribune-a, Монитор је такође био критичан према растућем национализму широм земље, посебно према властима предвођеним Слободаном Милошевићем у СР Србија. Штавише, често је критиковао комунистичко руководство СР Црне Горе, сматрајући их Милошевићевим пијунима.
Како се Савез комуниста Црне Горе трансформисао у Демократску партију социјалиста Црне Горе (ДПС) у јулу 1991. године, а Југославија почела да се распада у рату, Монитор је заузео антиратни став уз наглашену критику учешћа и напора Црне Горе у нападу на Конавле и опсади Дубровника. Управљан из породичне куће у подгоричкој Далматинској улици, магазин је интензивно критиковао владајућу партију ДПС и њено руководство: црногорског премијера Мила Ђукановића, црногорског председника Момира Булатовића, као и главног идеолога режима и тадашњег партијског лидера Светозара Маровића. Његове импровизоване канцеларије биле су чак и бомбардоване током опсаде Дубровника. У истом периоду, а посебно након стварања Савезне Републике Југославије након црногорског референдума 1992. године, Монитор је кроз текстове и медију активност подржавао независност Црне Горе, што га је још више политички и идеолошки сврстало са ЛСЦГ и СДПЦГ.
До пролећа 1994. Копривица је углавном прекинуо финансијску подршку Монитору, када је Мишко Перовић преузео и тај аспект рада часописа. Организационо, часопис је био под окриљем Перовићевог предузеча Montenegropublic. Иако је Џорџ Сорош већ имао запажену улогу у финансирању Монитора преко локалног огранка његове новоосноване мреже Института за отворено друштво, та повезаност је постала још израженија након одласка Копривице.
Септембра 1995. године, мјесто часописа у организационој структури Монтенегропублиц-а се промијенило када је регистрован у оквиру компаније као посебан субјект са Жељком Ивановићем као извршним директором. Истом приликом, исто је урађено и са осталим средствима информисања компаније Montenegropublic: радио станицом Антена М и радио продукцијским студиом Mouse.
Крајем 1990-их, већина на списку првобитних власника свој удео у часопису преписала је на Перовића, који је тако постао једини власник.